# آناماریا توت
آناماریا توت (مجاری: Tóth Annamária؛ زادهٔ ۱۴ سپتامبر ۱۹۴۵) دونده اهل مجارستان است.